# Basílica de São Procópio em Třebíc
A Basílica de São Procópio é uma igreja católica cristã, construída no estilo românico-gótico, localizada na República Checa. A basílica foi originalmente dedicada à Assunção da Virgem Maria. São Procópio tornou-se santo padroeiro da basílica na comemoração de 500 anos de sua canonização em 1704.
Foi incluída na lista de Patrimônio Mundial da UNESCO em 2003.